# Trò chơi đường phố

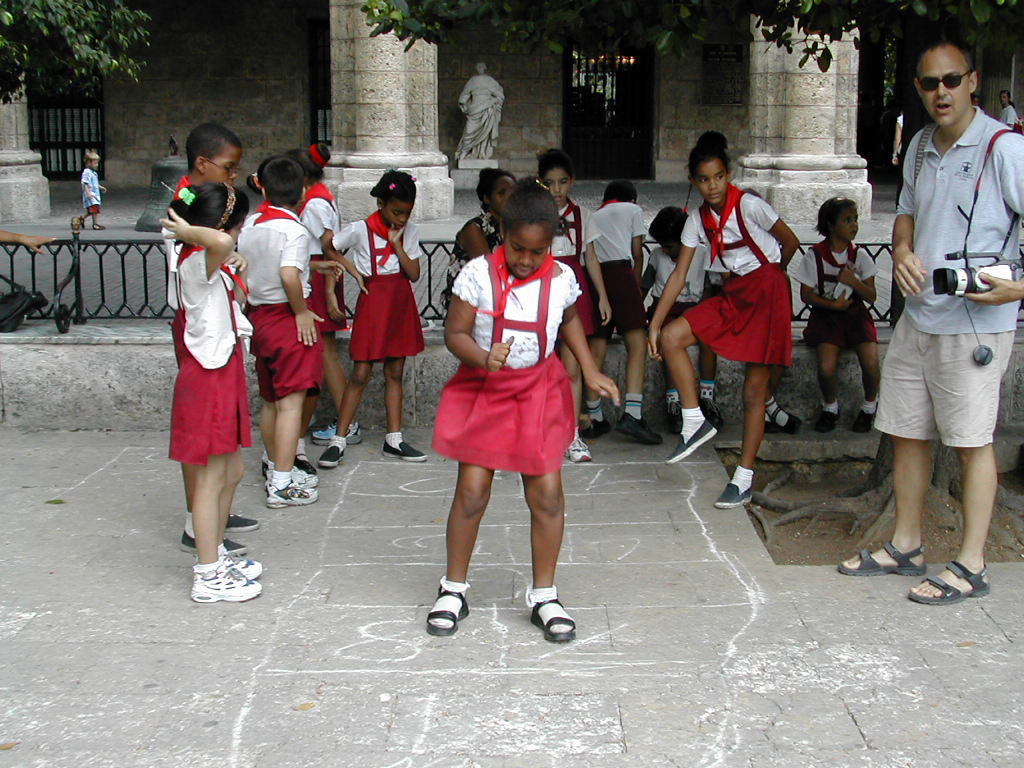
Trò chơi nhảy cò cò

Trò chơi đường phố là một bộ môn thể thao hoặc trò chơi vận động được đem ra tranh tài trong phạm vi đường phố hơn là trên các sân bãi đã chuẩn bị sẵn. Đơn giản đó là các hoạt động vui chơi dành cho trẻ em ở hầu hết các địa điểm thích hợp. Tuy nhiên một số trò chơi đường phố đã được nâng tầm lên cấp độ là giải đấu có tổ chức, ví dụ như môn stickball ở Mỹ.

## Danh sách các trò chơi đường phố
Dưới đây là danh sách các trò chơi truyền thống của trẻ em thành thị ở các sân chơi, các bãi đỗ xe và các góc phố khuất nẻo. Đó là tất cả các trò chơi được diễn ra trên bề mặt cứng, giống như đường nhựa, và cũng là một phần trong văn hóa đường phố của trẻ em, được đồn đoán là rất khó để phân loại một cách chặt chẽ, chính xác.